# بحيرة إيلاوارا
بحيرة إيلاوارا (بالإنجليزية: Lake Illawarra)‏ هي عبارة عن حاجز مفتوح ومدرّب على موجة وسيطة يهيمن عليها المصب أو بحيرة ساحلية كبيرة، وتقع في منطقة إيلاوارا في نيو ساوث ويلز، وتقع على بعد حوالي 100 كيلومتر (62 ميل) جنوب سيدني، أستراليا.